# María Victoria Gondra Oraá
María Victoria Gondra Oraá (Busturia, 1931 - Madrid, 1990) fue una investigadora autodidacta que publicó monográficos sobre la historia de varios municipios vizcaínos. Fue Presidenta de la Comisión de Ejercicios en Vizcaya, perteneció a la Junta benéfica Damas de Gorliz y a la Sociedad Bascongada de los Amigos del País. Junto a su marido creó la Fundación Gondra Barandiarán.

## Biografía
María Victoria Gondra nació en una familia adinerada de Vizcaya, fue hija de Fernando Gondra Lazurtegui, el director gerente que provocó la huelga de Laminaciones de Bandas en Frío de Etxebarri, y Emilia Oraá Sanz.
Gondra estudió Bachillerato en el Colegio de las Esclavas del Sagrado Corazón de Bilbao, en la calle Tívoli. Aunque no siguió estudios superiores, la familia poseía una nutrida biblioteca en la que María Victoria se aficionó a la historia de forma autodidacta. Algunos de esos libros provenían de la biblioteca de Pedro Garmendia, coautor, junto a Javier Ybarra, de Torres de Vizcaya.
Empezó a publicar sus investigaciones sobre municipios de Busturialdea en la década de los 80, entre ellos, Mundaca, Pedernales, Forúa, Murueta, Luno y Arrieta de Libano. Entre sus investigaciones destacó la realizada sobre Julio Lazúrtegui, que era su antepasado. Los párrocos Angel Arrien y Julen Kaltzada eran algunas de sus fuentes informantes.
Recibió el reconocimiento público, entre otros, de José María de Areilza que prologó el libro sobre Julio Lazúrtegui y del periodista Luis de Castresana, que en 1986 hizo una reseña en El Correo Español - El Pueblo Vasco sobre una charla de Gondra dedicada a Juan Crisóstomo de Arriaga, durante el programa de actos conmemorativos que celebraban el Centenario de la Cámara de Comercio de Bilbao.
Fue Presidenta de la Comisión de Ejercicios en Vizcaya, perteneció a la Junta benéfica Damas de Gorliz y a la Sociedad Bascongada de los Amigos del País.
Junto a su marido, Guillermo Barandiarán Alday, fallecido en 2012, constituyó en 1989 la Fundación que llevaría sus apellidos. En 2013 la Fundación Gondra Barandiarán donó el cuadro Paseo del Arenal, de Manuel Losada al Museo de Bellas Artes de Bilbao y más tarde, en 2017 la Fundación se incorporó al Patronato de este museo.
Asimismo la biblioteca de Gondra fue donada a la Universidad de Deusto en 2010 y los archivos de María del Pilar Careaga Basabe al Archivo Municipal de Bilbao.

## Obra
- Mundaka y Pedernales: primeras anteiglesias de una vieja merindad (1981).[8]
- Forua y Murueta: la historia de Vizcaya presente en estas Anteiglesias hoy desconocidas (1982).[9]
- Las Anteiglesias de Luno y Arrieta de Líbano: vigilando desde las cumbres una vieja merindad (1984).
- El Bilbao de Julio Lazúrtegui: la acertada visión del futuro industrial y mercantil del País Vasco adelantada por un bilbaíno del XIX (1984).[10]
- Monografía de la Anteiglesia de Ugarte de Muxica: estudiando la realidad de un pariente mayor, su linaje y su solar (1985).[11]
- Monografía de la Ledanía o Concejo de Axangiz: aclarando unos textos originales (1988).[12]
- Monografía de Busturia, Anteiglesia y Merindad (1990).[13]

## Premios y reconocimientos
- En 1977, fue investida por la Sociedad Bascongada de los Amigos del País, como Primer Socio de Número Femenino.[2]